# Moussa Ndao
Moussa Ndao, né le 15 juillet 1968 à Dakar, est un footballeur international
sénégalais désormais entraîneur. Il jouait au poste de milieu offensif.
Il est entraîneur-adjoint d'équipe du Wydad AC depuis juillet 2016.

## Biographie
Il joue au club marocain du Wydad AC avant de partir en championnat d'Arabie Saoudite. Il devient ensuite entraîneur de la Jeanne d'Arc de Dakar. Il est considéré un des meilleurs joueurs étrangers de l'histoire du championnat marocain.
Il est le premier joueur sénégalais à remporter la coupe d'Afrique des clubs champions avec le Wydad AC, en 1992, après une saison historique. D'ailleurs.
Historiquement, Moussa garde le record du joueur qui a marqué le plus grand nombre des buts au derby. Il est aussi le seul joueur qui a marqué dans tous les derbys qu'il a joué. Sans oublier qu'il est le meilleur buteur du Wydad AC.

## Carrière de joueur
- 1987 - 1989 :  Association sportive et culturelle Jeanne d'Arc
- 1989 - 1993 :  Wydad Athletic Club
- 1993 - 1994 :  Al Hilal Riyad
- 1994 - 1999 :  SC Farense
- 1999 - 2000 :  Al Ittifaq Dammam

## Carrière d'entraîneur
- Janvier 2011- Février 2011 :  Association sportive et culturelle Jeanne d'Arc
- Août 2011 - Août 2014 :  Wydad Athletic Club U21
- Août 2014 - Janvier 2016. :  Wydad Athletic Club Espoir
- Janvier 2016 : Sporting Club Chabab Mohammedia

## Palmarès
Jeanne d'Arc
- 1987 : Coupe du Sénégal
- 1988 : Championnat du Sénégal

 Wydad AC
- 1989 : Coupe du Trône
- 1989 : Arab Champions League
- 1990 : Championnat du Maroc
- 1991 : Championnat du Maroc
- 1992 : Supercoupe Arabe
- 1992 : CAF Champions League
- 1993 : Coupe Afro-Asiatique
- 1993 : Championnat du Maroc
- 1993 : Supercoupe de la CAF (Finaliste)

## Trophées personnels
- 1989 : Meilleur buteur au ligue des champions d'Arabe
- 1990 : Meilleur joueur étranger au Maroc
- 1991 : Meilleur joueur étranger au Maroc
- 1992 : Meilleur joueur au ligue des champions de la CAF
- 1993 : Meilleur joueur étranger au Maroc
- 1994 : Meilleur buteur du championnat saoudien de football
- 1994 : Meilleur joueur étranger du championnat saoudien de football